# Orgullo de Granada
El Orgullo Granada es un evento que ocurre anualmente en la ciudad de Granada (España) con el objetivo de celebrar el Mes del Orgullo LGBT+, generalmente durante el mes de junio de cada año, si bien las principales movilizaciones ocurren el último fin de semana de ese mes.
Además de la marcha del orgullo LGBT+ también se celebran otras actividades englobadas dentro de la reivindicación LGBT+.

## Contexto e historia
En 1979 se fundaría en la ciudad el Frente de Liberación Homosexual de Granada, por parte de tres miembros del Movimiento Comunista de Andalucía, con el objetivo de poner en común sus experiencias y reivindicaciones sobre la cuestión sexual. En los últimos meses de 1979, este organizó las jornadas de La Homosexualidad en el Cine dentro del cineclub de la Universidad de Granada. Durante los años 70 y 80, las personas que confirmaban este movimiento se reunían en la parroquia de San Ildefonso, que cedía su espacio para la asamblea de diversos grupos progresistas. En el año 1980, se celebró una mesa redonda con motivo del Orgullo que obtuvo el apoyo de diversas organizaciones progresistas. Otras actividades incluían charlas, venta de libros sobre libertad y disidencia sexual o transformismo.

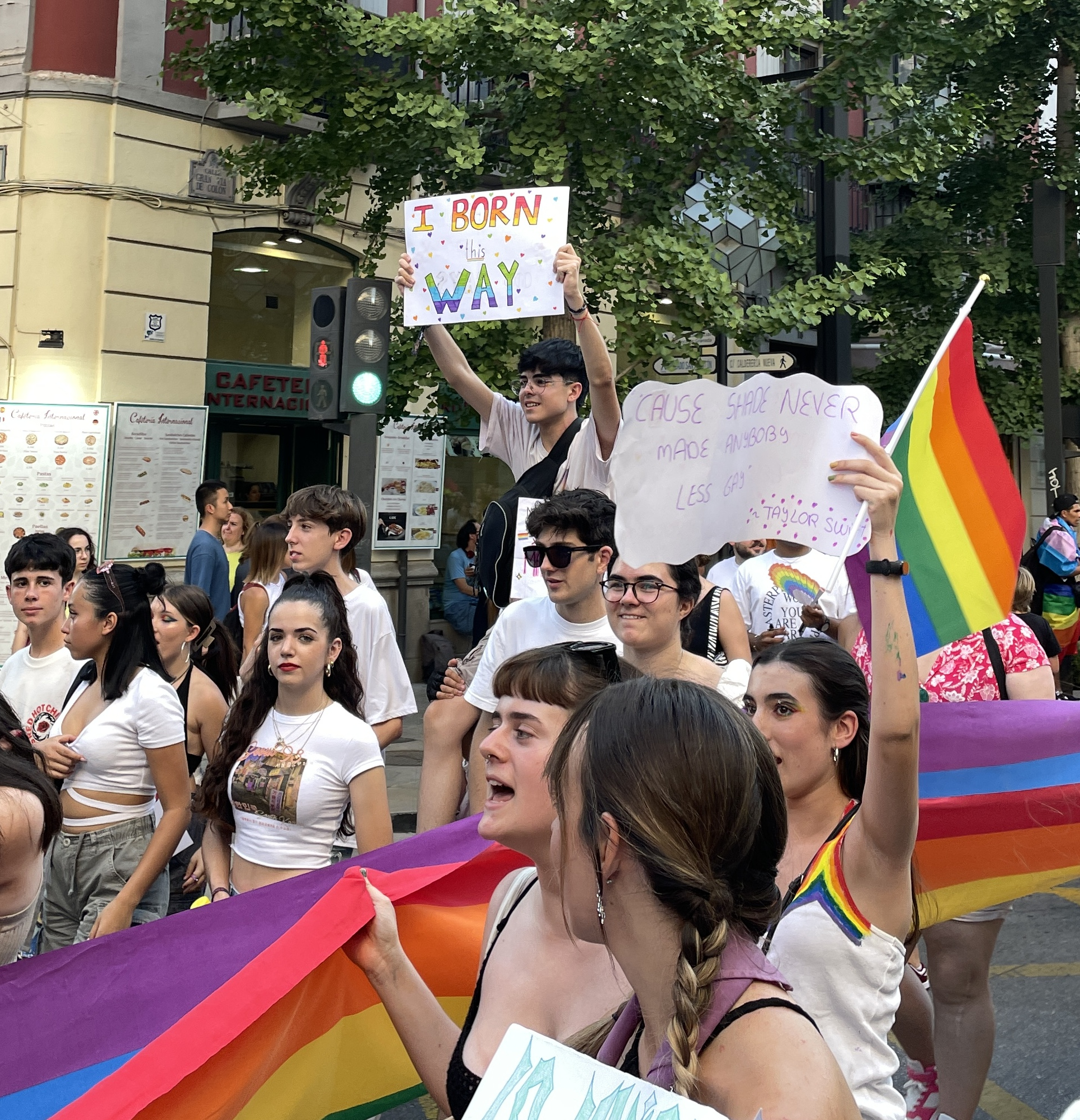
Manifestación del Día del Orgullo en Granada en 2023

El Orgullo de Granada ha estado tradicionalmente organizado por la Federación Arco Iris de Granada. La primera vez que el ayuntamiento de la ciudad formó parte de la organización fue en el año 2017. La bandera LGBT+ fue ondeada en el ayuntamiento por primera vez en el año 2015. Otras asociaciones como Granada Visible o Chrysallis también han formado parte de la organización.
El desfile, que tradicionalmente ha recorrido la Gran Vía de la ciudad, se retomó a partir de 2018 después de un parón que había durado varios años.

## Actividades
Además de la celebración del Día del Orgullo, también se celebran jornadas con el objetivo de reforzar la memoria histórica de personas LGBT+. También se han llevado a cabo marchas del Orgullo Crítico en la ciudad. Además, se entregan anualmente los premios Orgullo Granada.
En la edición de 2025 se desplegó una bandera de la visibilidad lésbica de gran tamaño que se presentó como «la bandera lésbica más grande del país».
Entre los pregonistas del evento se han encontrado figuras como Curro Albaicín, Jedet, o Rayo McQueer.